# Alfred Körner
Alfred Körner (14. února 1926, Vídeň – 23. ledna 2020, Vídeň) byl rakouský fotbalista, útočník. S rakouskou reprezentací získal bronzovou medaili na mistrovství světa v roce 1954. Nastoupil ve čtyřech utkáních tohoto turnaje a vstřelil dvě branky, a to v jediném zápase, v divoké čtvrtfinálové přestřelce s domácím Švýcarskem, jež skončila rakouským vítězstvím 7:5 (dosud rekord v počtu branek na MS). Hrál i na mistrovství světa v roce 1958, kde Rakušané vypadli ve skupině, a na olympijských hrách v roce 1948, kde vypadli v 1. kole. Za národní tým nastupoval v letech 1946–1958 a odehrál za něj 47 utkání, v nichž vstřelil 14 branek. Na klubové úrovní hrál za Rapid Vídeň (1942–1959) a Admiru Vídeň (1959–1964). S Rapidem se stal sedmkrát mistrem Rakouska (1946, 1948, 1951, 1952, 1954, 1956, 1957) a jednou získal rakouský pohár (1946). Ten ukořistil i v roce 1964 s Admirou. V roce 1951 s Rapidem vyhrál Středoevropský pohár. Po skončení hráčské kariéry krátce zkoušel i trenéřinu, v letech 1964–1967 vedl tým First Vienna. Jeho bratr Robert Körner byl rovněž rakouským fotbalovým reprezentantem a účastníkem MS 1954.